# Bloque Electoral Moldavia Democrática
El Bloque Electoral Moldavia Democrática fue una alianza electoral para las elecciones parlamentarias de Moldavia del 2005 liderada por Serafim Urechean. Esta coalición estuvo formada por los siguientes partidos
- Alianza de Nuestra Moldavia (Alianţă Moldova Noastră)
- Partido Democrático de Moldavia (Partidul Democrat din Moldova)
- Partido Social-Liberal (Partidul Social Liberal)

En las elecciones parlamentarias del 6 de marzo de 2005, la alianza obtuvo el 28.4% de los votos y 34 de 101 escaños en el parlamento moldavo.
Después de las elecciones, el bloque se separó en tres grupos parlamentarios compuestos por cada uno de los partidos que constituyeron la alianza.
- Datos: Q3505477